# フレタゼパム
フレタゼパム（英：Fletazepam）はベンゾジアゼピン誘導体である薬物である。他のベンゾジアゼピン誘導体と同様の鎮静薬・抗不安薬としての作用を持つが、主に筋弛緩薬としての作用が強いことが知られている。
フレタゼパムは、ハラゼパムやクアゼパムなどの他のN-トリフルオロエチル置換ベンゾジアゼピンに最も類似する。

## 関連記事
- ベンゾジアゼピン